# L.
L. – skrót stosowany w botanice, umieszczany przy naukowej nazwie taksonu, którego autorem jest Karol Linneusz. Skrót ten oznacza, że Linneusz jako pierwszy opublikował w publikacji naukowej diagnozę taksonomiczną danego taksonu.
Na przykład zapis:
Pinus sylvestris L.
oznacza: „sosna zwyczajna, opisana po raz pierwszy przez Linneusza”.
W zoologii nie stosuje się skrótów nazwisk autorów nazwy naukowej taksonu. Prawidłowy zapis nazwy taksonu zoologicznego, której autorem jest Karol Linneusz (wraz z podaniem roku pierwszej publikacji), np. jelenia szlachetnego, wygląda następująco:
Cervus elaphus Linnaeus, 1758
i oznacza: „jeleń szlachetny, opisany po raz pierwszy przez Linneusza w 1758”.